# باولا بارينتوس
باولا بارينتوس (بالإسبانية: Paola Barrientos)‏ هي ممثلة أرجنتينية، ولدت في 23 فبراير 1975 ببوينس آيرس في الأرجنتين.

## وصلات خارجية
- باولا بارينتوس على موقع IMDb (الإنجليزية)
- باولا بارينتوس على موقع قاعدة بيانات الفيلم (الإنجليزية)